# Eremophila chamaephila
Eremophila chamaephila är en flenörtsväxtart som beskrevs av Friedrich Ludwig Diels. Eremophila chamaephila ingår i släktet Eremophila och familjen flenörtsväxter. Inga underarter finns listade i Catalogue of Life.